# Эгрегор

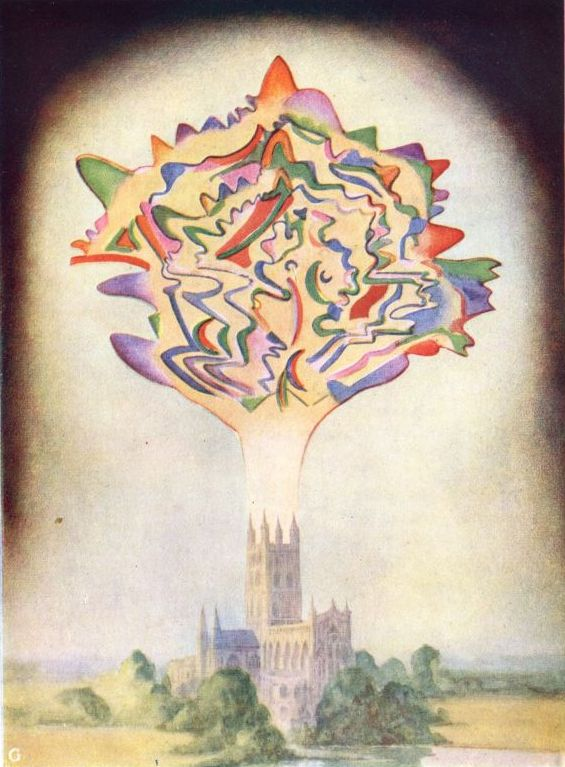
Пример эгрегора (мыслеформы) музыки Ш. Ф. Гуно, если её визуализировать на картине (из книги «Мыслеформы» Анни Безант, Чарльз Ледбитер, 1901)

Эгре́гор (от др.-греч. ἐγρήγορος «бодрствующий») — понятие, термин и концепция в оккультизме и эзотерике, означающее нефизическую сущность, групповое биополе.
Сторонники эзотерических теорий предполагают, что более или менее крупные человеческие сообщества способны вырабатывать собственное энергетическое поле под влиянием устремления к одной цели (эгрегор творческой школы, эгрегор государства, эгрегор религии и пр.). Участники сообщества могут испытывать чувства сопричастности («подключение» к объединяющему их эгрегору) и повышать личный энергетический потенциал.
Исторически это понятие использовалось в енохианских религиозных традициях и относилось к ангелоподобным существам (или наблюдателям).

## Происхождение термина
Древнегреческим словом (др.-греч. ἑγρήγορος, буквально «бодрствующий») иногда обозначали ангелоподобных духов. Встречается в Книге Еноха (апокриф). Одним из первых авторов, использовавших слово «эгрегор» в современных языках, был Виктор Гюго («Легенды веков», 1859), термин был упомянут как существительное с неясным значением.
Французский оккультист Элифас Леви отождествлял эгрегоры с традицией, касающейся «бодрствующих», отцов исполинов. Леви описывал эгрегоров как ужасных существ, которые «давят нас без жалости, поскольку не знают о нашем существовании». Концепция эгрегоров как «ментального конденсата» была развита Орденом розенкрейцеров, Герметическим Орденом Золотая Заря, Братством Сатурна.

#### В манихействе
В манихейской доктрине эгрегоры — стражи, или архонты, поставленные сторожить демонов, заключённых в небесных твердях. Исследователи видят непосредственный источник этой легенды в апокрифической книге Еноха, а во Второй книге Еноха непокорные стражи именуются «Григорьи», то есть получили собственное имя через буквальную транскрипцию греческого слова.

###### Современное использование термина
Понятие эгрегора является одним из понятий теософии. В своих сочинениях его использовал известный мистик-визионер Даниил Андреев:
Под эгрегорами понимаются иноматериальные образования, возникающие из некоторых психических выделений человечества над большими коллективами. Эгрегоры лишены духовных монад, но обладают временно сконцентрированным волевым зарядом и эквивалентом сознательности. Свой эгрегор имеет любое государство, даже Люксембург (Роза мира. Средние слои Шаданакара).

## Общие положения

###### Эзотерика
В эзотерических учениях принято считать, что эгрегоры (как совокупная энергия группы людей, объединённых одной идеей, обладающая определённым волевым зарядом и дающая чувства сопричастности) способны повышать энергетический потенциал человека, оказывать помощь, направлять. Одни авторы видят в эгрегорах пользу и защиту, другие с осторожностью относятся к открытому взаимодействию с ними или противостоянию им.
Понятие используется в оккультизме (эгрегор как сущность, взаимодействующая с человеческой психикой; за счёт существования одновременно, по оккультной терминологии, в астральном и ментальном планах, он способен влиять на логические операции с эмоциями и чувствами людей); также термин используется в рамках псевдонаучной концепции биоэнергоинформатики («эгрегор» — энергоинформационная структура в тонком мире, связанная с определёнными состояниями людей, идеями, желаниями, стремлениями); и в ДЭИР (взаимодействия человека и эгрегора). Явление эгрегора рассматривается также в работах Жака Шабо.
Ряд авторов связывают понятие «эгрегор» с понятием «ноосфера».